# Frontenac (Gironde)
Frontenac ist eine französische Gemeinde mit 785 Einwohnern (Stand: 1. Januar 2022) im Département Gironde in der Region Nouvelle-Aquitaine (vor 2016 Aquitaine). Sie gehört zum Arrondissement Langon und zum Kanton L’Entre-deux-Mers. Die Einwohner werden Frontenacais genannt.

## Geographie
Die Gemeinde Frontenac liegt 39 Kilometer ostsüdöstlich von Bordeaux im Weinbaugebiet Entre deux mers. An der westlichen Gemeindegrenze verläuft der Fluss Engranne. Nördlich der Gemeinde liegt Lugasson, nordöstlich Blasimon, östlich und südöstlich Sauveterre-de-Guyenne, südlich Daubèze, südlich und südwestlich Martres, westlich Baigneaux sowie nordwestlich Cessac.

## Bevölkerungsentwicklung
| Jahr                       | 1962 | 1968 | 1975 | 1982 | 1990 | 1999 | 2008 | 2020 |
| Einwohner                  | 624  | 729  | 669  | 640  | 687  | 650  | 694  | 749  |
| Quellen: Cassini und INSEE |      |      |      |      |      |      |      |      |

## Sehenswürdigkeiten
- Kirche Notre-Dame, Monument historique seit 1925
- Kirche Sainte-Présentine, Monument historique seit 1987; mit Taufbecken aus dem 12./13. Jahrhundert
- Komtur des Johanniterordens von Sallebruneau, seit 1937 Monument historique

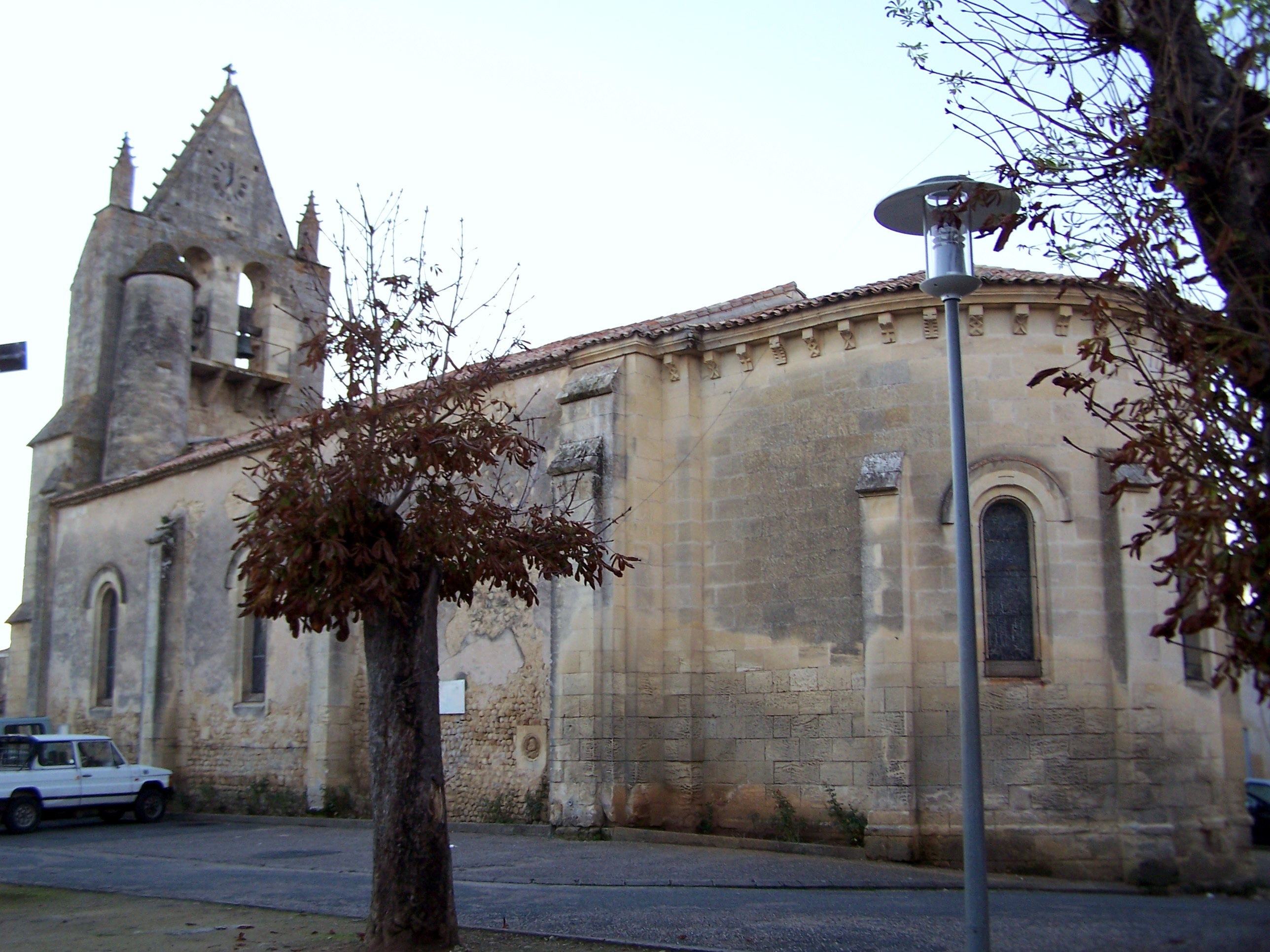
Kirche Notre-Dame
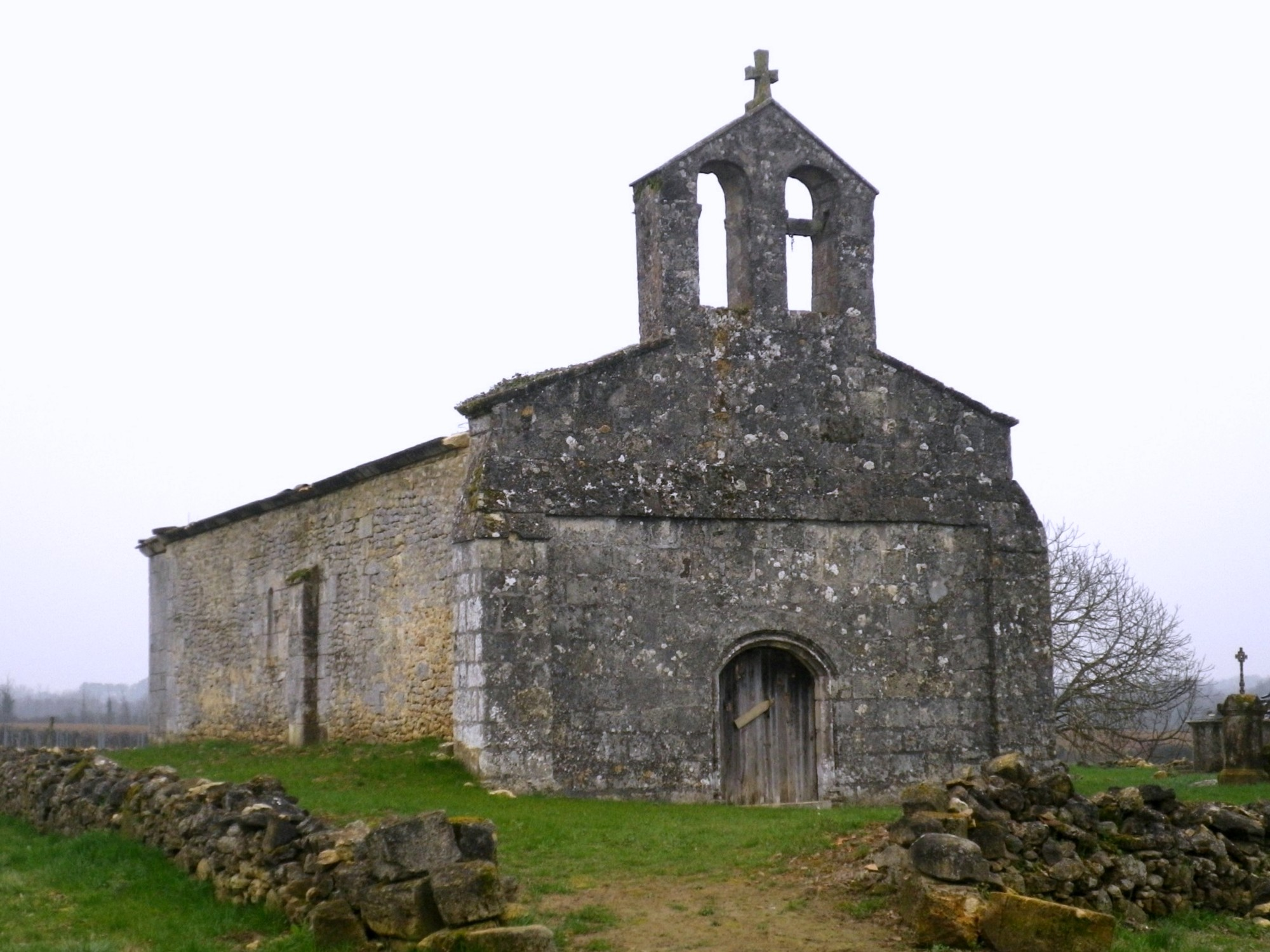
Kirche Saint-Présentine
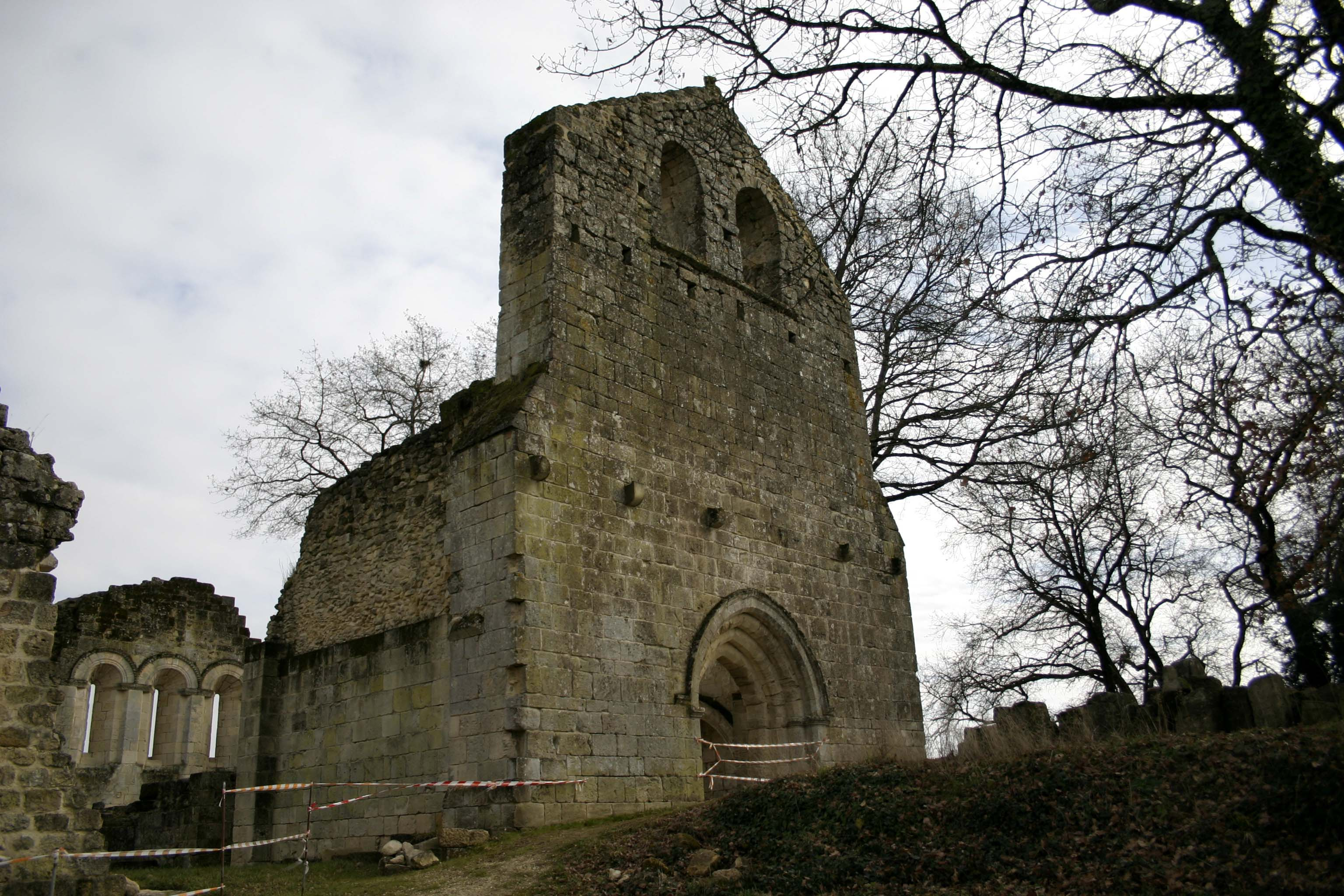
Komtur
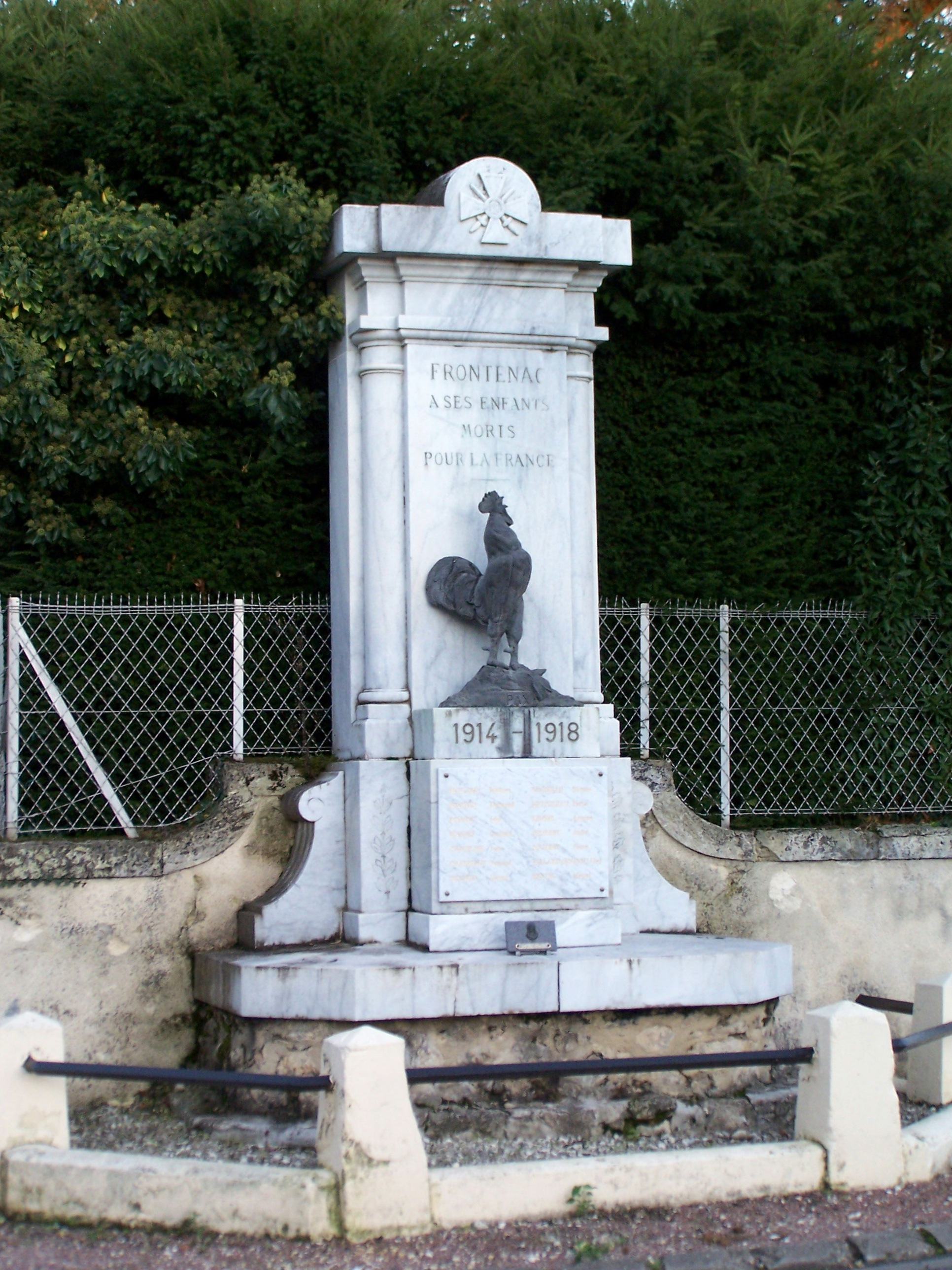
Gefallenendenkmal